# Year 3000
Singles de Jonas Brothers
"Poor Unfortunate Souls" "Kids of the Future"
Year 3000 est le troisième single des Jonas Brothers, extrait de l'album It's About Time. Il s'agit d'une reprise du groupe Busted. Les paroles changent légèrement. Par exemple pour la version des Jonas Brothers Is doing fine alors que pour la version des Busted il s'agit de Is pretty fine, il y a d'autre variation tel que It had outsold (Kelly Clarkson) alors que la version originale est It had outsold (Michael Jackson).

## Chart
En fin de la semaine du 10 février 2007 le single des Jonas Brothers a démarrer au Billboard Hot 100 au numéro 40, le plus haut début de cette semaine-là.
| Chart (2007)           | Peak position |
| ---------------------- | ------------- |
| U.S. Billboard Hot 100 | 31            |

## Source
1. ↑  Katie Hasty, "Beyonce Makes It Ten Weeks At No. 1 With 'Irreplaceable'", Billboard.com, February 8, 2007.

- (en) Cet article est partiellement ou en totalité issu de l’article de Wikipédia en anglais intitulé « Year 3000 » (voir la liste des auteurs).